# Pallavolo ai XVII Giochi dei piccoli stati d'Europa - Torneo maschile
Il torneo maschile di pallavolo ai XVII Giochi dei piccoli stati d'Europa si è svolta dal 30 maggio al 3 giugno 2017 a Serravalle, a San Marino, durante i XVII Giochi dei piccoli stati d'Europa: al torneo hanno partecipato cinque squadre nazionali europee di stati con meno di un milione di abitanti e la vittoria finale è andata per la terza volta, la seconda consecutiva, al Lussemburgo.

## Impianti
|                                                                                   |  |  |
|                                                                                   |  |  |
| Palestra Alessandro Casadei Città: Serravalle Capienza: 250 Anno d'apertura: 1970 |  |  |

## Regolamento

### Formula
Le squadre hanno disputato un'unica fase con formula del girone all'italiana.

### Criteri di classifica
Se il risultato finale è stato di 3-0 o 3-1 sono stati assegnati 3 punti alla squadra vincente e 0 a quella sconfitta, se il risultato finale è stato di 3-2 sono stati assegnati 2 punti alla squadra vincente e 1 a quella sconfitta.
L'ordine del posizionamento in classifica è stato definito in base a:
- Numero di partite vinte;
- Punti;
- Ratio dei set vinti/persi;
- Ratio dei punti realizzati/subiti;
- Risultati degli scontri diretti.

## Squadre partecipanti
| Squadra     | Qualificazione      | Ultima partecipazione |
| ----------- | ------------------- | --------------------- |
| Cipro       | -                   | Lussemburgo 2013      |
| Islanda     | -                   | Islanda 2015          |
| Lussemburgo | -                   | Islanda 2015          |
| Monaco      | -                   | Islanda 2015          |
| San Marino  | Paese organizzatore | Islanda 2015          |

## Torneo

### Risultati
| 30 maggio 2016 Palestra Alessandro Casadei, Serravalle Durata: 1h:41 - Spettatori: ? | Islanda     | 1 - 3 | Cipro       | 24-26, 11-25, 25-21, 17-25        |
| 30 maggio 2016 Palestra Alessandro Casadei, Serravalle Durata: 2h:09 - Spettatori: ? | San Marino  | 3 - 2 | Monaco      | 23-25, 25-20, 16-25, 30-28, 15-13 |
| 31 maggio 2016 Palestra Alessandro Casadei, Serravalle Durata: 1h:19 - Spettatori: ? | Lussemburgo | 3 - 0 | Islanda     | 25-21, 25-19, 25-15               |
| 31 maggio 2016 Palestra Alessandro Casadei, Serravalle Durata: 1h:06 - Spettatori: ? | San Marino  | 0 - 3 | Cipro       | 19-25, 20-25, 17-25               |
| 1º giugno 2016 Palestra Alessandro Casadei, Serravalle Durata: 1h:43 - Spettatori: ? | Monaco      | 3 - 1 | Islanda     | 22-25, 25-21, 25-16, 25-15        |
| 1º giugno 2016 Palestra Alessandro Casadei, Serravalle Durata: 1h:10 - Spettatori: ? | Cipro       | 2 - 3 | Lussemburgo | 25-18, 25-22, 21-25, 16-25, 23-25 |
| 2 giugno 2016 Palestra Alessandro Casadei, Serravalle Durata: 1h:12 - Spettatori: ?  | Lussemburgo | 3 - 0 | Monaco      | 25-16, 25-19, 25-20               |
| 2 giugno 2016 Palestra Alessandro Casadei, Serravalle Durata: 1h:44 - Spettatori: ?  | San Marino  | 3 - 1 | Islanda     | 22-25, 29-27, 25-12, 25-16        |
| 3 giugno 2016 Palestra Alessandro Casadei, Serravalle Durata: 1h:39 - Spettatori: ?  | Cipro       | 3 - 1 | Monaco      | 25-15, 20-25, 25-21, 25-19        |
| 3 giugno 2016 Palestra Alessandro Casadei, Serravalle Durata: 1h:16 - Spettatori: ?  | San Marino  | 0 - 3 | Lussemburgo | 21-25, 19-25, 17-25               |

### Classifica
| Pos | Squadra     | Pt | G | V | P | SV | SP | Ratio | PF  | PS  | Ratio |
| --- | ----------- | -- | - | - | - | -- | -- | ----- | --- | --- | ----- |
| 1   | Lussemburgo | 11 | 4 | 4 | 0 | 12 | 2  | 6.000 | 340 | 277 | 1.227 |
| 2   | Cipro       | 10 | 4 | 3 | 1 | 11 | 5  | 2.200 | 377 | 328 | 1.149 |
| 3   | San Marino  | 5  | 4 | 2 | 2 | 6  | 9  | 0.666 | 323 | 341 | 0.947 |
| 4   | Monaco      | 4  | 4 | 1 | 3 | 6  | 10 | 0.600 | 343 | 356 | 0.963 |
| 5   | Islanda     | 0  | 4 | 0 | 4 | 3  | 12 | 0.250 | 289 | 370 | 0.781 |

## Podio

### Campione
Formazione: 1 Dominik Husi, 2 Olivier de Castro, 3 Mateja Gajin, 4 Kamil Rychlicki, 5 Arnaud Maroldt, 6 Gilles Braas, 7 Jan Lux, 9 Steve Weber, 11 Tim Laevaert, 13 Yannick Erpelging, 14 Chris Zuidberg, 21 Janis Freidenfels, CT: Dieter Scholl

### Secondo posto
Formazione: 1 Georgios Chrysostomou, 2 Nikolaos Eleutheriou, 3 Achilleas Petrakidis, 5 Antonis Christofi, 6 Dimitris Apostolou, 7 Gabriel Georgiou, 9 Vladimir Knežević, 10 Ioannis Kontos, 11 Christos Papadopoulos, 12 Aggelos Alexiou, 13 Anthimos Economides, 15 Marinos Papachristodoulou, CT: Evangelos Koutouleas

### Terzo posto
Formazione: 2 Marco Rondelli, 4 David Zonzini, 5 Paolo Crociani, 7 Giuliano Vanucci, 8 Federico Tentoni, 9 Nicolas Farinelli, 10 Lorenzo Benvenuti, 11 Ivan Stefanelli, 14 Andrea Lazzarini, 15 Francesco Tabarini, 16 Valerio Guagnelli, 18 Matteo Zonzini, CT: Stefano Mascetti

## Classifica finale
| Pos | Squadre     |
| --- | ----------- |
|     | Lussemburgo |
|     | Cipro       |
|     | San Marino  |
| 4   | Monaco      |
| 5   | Islanda     |